# 五角台塔丸塔反柱
五角台塔丸塔反柱（ごかくだいとうまるとうはんちゅう、Gyroelongated pentagonal cupolarotunda）とは、47番目のジョンソンの立体で、正十角反柱の底面の一方に正五角台塔(J5)、もう一方に正五角丸塔(J6)をつけた形である。

3次元空間上では鏡像の区別が存在する。

## 関連図形
| 正五角台塔反柱 （丸塔を取り除く）                                        | 正五角丸塔反柱 （台塔を取り除く）                                            | 同相五角台塔丸塔 （同相になるように反角柱を取り除く） | 異相五角台塔丸塔 （同相にならないように反角柱を取り除く） |
| 同相五角台塔丸塔柱 （反角柱を角柱に変え、片側を同相になるように18°回す） | 異相五角台塔丸塔柱 （反角柱を角柱に変え、片側を同相にならないように18°回す） | 双五角台塔反柱 （丸塔を台塔に変える）                 | 双五角丸塔反柱 （台塔を丸塔に変える）                     |